# Spildevand
Spildevand er brugt brugsvand fra husholdninger, industri og landbrug, når det udledes enten til kloak eller til naturen (recipient). 
Da man har valgt at sammenføre udledningerne fra alle de omtalte forbrugstyper, er spildevandet blandet og indeholder (foruden organisk stof og andre faste partikler) alle slags vandopløselige stoffer.

## Indhold af spildevand
- Husholdningsspildevandet indeholder især organisk stof og næringsstofferne kvælstof (i både ammonium- og nitratform), fosfor (i fosfatform) og andre mineralioner.
- Industrispildevandet indeholder forskellige mængder organiske og uorganiske stoffer. Spildevandet indeholder typisk spild- og/eller bi- og hjælpeprodukter fra produktionen, der kan være helt, delvist opløste i vand eller være på partikulær form.

### Problematisk spildevand
Mest problematiske typer spildevand er: 
- tungmetaller, (Cadmium, Nikkel, Zink, kobber og mange andre, eksempelvis fra flisfyrede fjernvarmeværker eller fly og helikoptervask)
- Hormon og Medicinrester (Fra sygehuse)
- Fedt (fra defekte fedtudskillere evt. fra fødevarebranchen)
- Olierester (f.eks. køle/smøremiddel fra metalbearbejdende virksomheder, eller spild fra olieraffinaderier)
- Organiske stoffer (Benzen, PAH, BTX, etc. eksempelvis fra gamle Benzintankstationer)

- Endelig indeholder spildevand fra landbrug og gartnerier ofte organisk stof, ofte fra nedbrudte afgrøder, blandet med plantenæringsstoffer.

## Rensning
Langt det meste spildevand i Danmark bliver renset i rensningsanlæg, og nu om stunder bliver vandet renset både mekanisk (sining og bundfældning af faste partikler), biologisk (bakteriel omsætning af organisk stof samt næringssaltene nitrogen og fosfat) og kemisk (udfældning af fosfat og tungmetaller). 
Efter rensning skal vandet være så rent, at det kan udledes til recipienten uden at volde skade på miljøet. 
Til gengæld står renseværkerne tilbage med slam fra bundfældning og udfældning. Denne rest indeholder stoffer, som man ikke gerne ser spredt i naturen, så slammet går ofte til forbrænding, hvorefter det indgår i den askerest, der er forbrændingsanlæggets restprodukt. 
Offentlige rensningsanlæg har ingen grænseværdier for udledning af for eksempelvis tungmetaller. Det betyder blandt andet at tungmetal som ikke bliver udfældet i anlægget ledes direkte ud til recipient og ophobes i fødekæden da nedbrydningstiden oftest er meget lang. 

## Betegnelse
Spildevand er en betegnelse for brugt brugsvand fra husholdninger, industri og landbrug. 
Ved husholdningsspildevand forstår man det vand, der kommer fra toilet, badeværelse, køkken og bryggers. Udover de naturlige menneskelige affaldsstoffer indeholder spildevandet i dag utrolig mange kemikalier og miljøfremmede stoffer, som er svært nedbrydelige i naturen.